# Ligue des champions de tennis de table 2012-2013
Navigation
Ligue des Champions
2011-2012 Ligue des Champions 
2013-2014
La 15e édition de la Ligue des champions de tennis de table masculine comptant pour la saison 2012-2013 oppose les meilleures équipes des principaux championnats nationaux d'Europe. Les deux premiers de chaque groupe sont qualifiés pour les quarts de finale de la Ligue des champions. Les troisièmes de chaque groupe sont reversés en ETTU Cup.
Cette année, quatre clubs allemands, trois clubs français, deux équipes russes, un club tchèque, un club autrichien et un club polonais s'affrontent dans la compétition masculine pour succéder au palmarès au TTC Gazprom Orenbourg, vainqueur de l'UMMC Ekaterinbourg lors de la première finale 100 % russe de l'histoire.

Chez les dames, ce sont deux clubs autrichiens, un club allemand, un tchèque, un belge, un hongrois et un croate qui participent à la phase de poules pour détrôner le TTC Berlin Eastside, vainqueur à la surprise générale sur le fil du grand favori du SVS Strock, battu pour seulement deux petits sets.

## Compétition masculine

### Phase de Poules
| Cl | Équipes               | Pts | J | V | D | Pp | Pc | Diff |
| -- | --------------------- | --- | - | - | - | -- | -- | ---- |
| 1  | TTC Gazprom Orenbourg | 8   | 4 | 4 | 0 | 12 | 4  | +8   |
| 2  | FC Sarrebruck         | 5   | 4 | 1 | 3 | 8  | 9  | -1   |
| 3  | GV Hennebont          | 5   | 4 | 1 | 3 | 4  | 11 | -7   |

| Cl | Équipes                   | Pts | J | V | D | Pp | Pc | Diff |
| -- | ------------------------- | --- | - | - | - | -- | -- | ---- |
| 1  | Chartres ASTT             | 8   | 4 | 4 | 0 | 12 | 3  | +9   |
| 2  | TTF Liebherr Ochsenhausen | 6   | 4 | 2 | 2 | 9  | 9  | 0    |
| 3  | SSK El Nino Prague        | 4   | 4 | 0 | 4 | 3  | 12 | -9   |

| Cl | Équipes            | Pts | J | V | D | Pp | Pc | Diff |
| -- | ------------------ | --- | - | - | - | -- | -- | ---- |
| 1  | AS Pontoise-Cergy  | 6   | 4 | 2 | 2 | 7  | 6  | +1   |
| 2  | Werder Brême       | 6   | 4 | 2 | 2 | 7  | 7  | 0    |
| 3  | UMMC Ekaterinbourg | 6   | 4 | 2 | 2 | 7  | 8  | -1   |

| Cl | Équipes              | Pts | J | V | D | Pp | Pc | Diff |
| -- | -------------------- | --- | - | - | - | -- | -- | ---- |
| 1  | Borussia Düsseldorf  | 8   | 4 | 4 | 0 | 12 | 6  | +6   |
| 2  | SVS Niederösterreich | 6   | 4 | 2 | 2 | 10 | 6  | +4   |
| 3  | Dartom Bogoria       | 4   | 4 | 0 | 4 | 2  | 12 | -10  |

### Phase finale
- À la surprise générale, l'UMMC Ekaterinbourg , finaliste en titre, est éliminé dès les phases de poules à la suite de l'exploit de l'AS Pontoise-Cergy  en Russie.
- Le Werder Brême  se qualifie pour la phase finale de justesse pour sa première participation à la Ligue des Champions.

|  | Quarts de finale          | Quarts de finale     |                      |          | Demi-finales     | Demi-finales     |  |  | Finale                    | Finale                    |
|  | Quarts de finale          | Quarts de finale     |                      |          | Demi-finales     | Demi-finales     |  |  | Finale                    | Finale                    |
|  |                           |                      |                      |          |                  |                  |  |  |                           |                           |
|  | Aller à Ochsenhausen      | Aller à Ochsenhausen |                      |          | Aller à Pontoise | Aller à Pontoise |  |  | Aller à Chartres le 12/04 | Aller à Chartres le 12/04 |
|  | Aller à Ochsenhausen      | Aller à Ochsenhausen |                      |          | Aller à Pontoise | Aller à Pontoise |  |  | Aller à Chartres le 12/04 | Aller à Chartres le 12/04 |
|  | TTF Liebherr Ochsenhausen | 1 ; 0                |                      |          | Aller à Pontoise | Aller à Pontoise |  |  | Aller à Chartres le 12/04 | Aller à Chartres le 12/04 |
|  | TTF Liebherr Ochsenhausen | 1 ; 0                |                      |          | Aller à Pontoise | Aller à Pontoise |  |  | Aller à Chartres le 12/04 | Aller à Chartres le 12/04 |
|  | TTCG Orenbourg            | 3 ; 3                |                      |          | Aller à Pontoise | Aller à Pontoise |  |  | Aller à Chartres le 12/04 | Aller à Chartres le 12/04 |
|  | TTCG Orenbourg            | 3 ; 3                | TTCG Orenbourg       | 3 ; 3    |                  |                  |  |  | Aller à Chartres le 12/04 | Aller à Chartres le 12/04 |
|  | Aller à Swetchat          |                      | TTCG Orenbourg       | 3 ; 3    |                  |                  |  |  | Aller à Chartres le 12/04 | Aller à Chartres le 12/04 |
|  |                           | AS Pontoise-Cergy    | 0 ; 2                |          |                  |                  |  |  | Aller à Chartres le 12/04 | Aller à Chartres le 12/04 |
|  | SVS Niederösterreich      | AS Pontoise-Cergy    | 0 ; 2                | 1 ; 3    |                  |                  |  |  | Aller à Chartres le 12/04 | Aller à Chartres le 12/04 |
|  | SVS Niederösterreich      |                      |                      | 1 ; 3    |                  |                  |  |  | Aller à Chartres le 12/04 | Aller à Chartres le 12/04 |
|  | AS Pontoise-Cergy         | 3 ; 2                |                      |          |                  |                  |  |  | Aller à Chartres le 12/04 | Aller à Chartres le 12/04 |
|  | AS Pontoise-Cergy         | 3 ; 2                | TTCG Orenbourg (315) | 310 ; 16 |                  |                  |  |  |                           |                           |
|  | Aller à Sarrebruck        |                      | TTCG Orenbourg (315) | 310 ; 16 |                  |                  |  |  |                           |                           |
|  |                           | Chartres ASTT (311)  | 17 ; 39              |          |                  |                  |  |  |                           |                           |
|  | FC Sarrebruck             | Chartres ASTT (311)  | 17 ; 39              | 2 ; 1    |                  |                  |  |  |                           |                           |
|  | FC Sarrebruck             | Aller à Chartres     |                      | 2 ; 1    |                  |                  |  |  |                           |                           |
|  | Chartres ASTT             | 3 ; 3                |                      |          |                  |                  |  |  |                           |                           |
|  | Chartres ASTT             | 3 ; 3                | Borussia Düsseldorf  | 15 ; 39  |                  |                  |  |  |                           |                           |
|  | Aller à Brême             |                      | Borussia Düsseldorf  | 15 ; 39  |                  |                  |  |  |                           |                           |
|  |                           | Chartres ASTT        | 311 ; 15             |          |                  |                  |  |  |                           |                           |
|  | Werder Brême              | Chartres ASTT        | 311 ; 15             | 2 ; 1    |                  |                  |  |  |                           |                           |
|  | Werder Brême              |                      |                      | 2 ; 1    |                  |                  |  |  |                           |                           |
|  | Borussia Düsseldorf       | 3 ;                  |                      |          |                  |                  |  |  |                           |                           |
|  | Borussia Düsseldorf       | 3 ;                  |                      |          |                  |                  |  |  |                           |                           |

### Finales
| Chartres ASTT      | 1 - 3 (6-10)       | TTC Gazprom Orenbourg | Chartres |
| ------------------ | ------------------ | --------------------- | -------- |
| Détail des matches | Détail des matches | Détail des matches    | Durée :  |
| Gao Ning           | 3-1                | Vladimir Samsonov     |          |
| Pär Gerell         | 1-3                | Dimitrij Ovtcharov    |          |
| Robert Gardos      | 1-3                | Alexey Smirnov        |          |
| Gao Ning           | 2-3                | Dimitrij Ovtcharov    |          |

| TTC Gazprom Orenbourg | 1 - 3 (3-9)        | Chartres ASTT      | Orenbourg |
| --------------------- | ------------------ | ------------------ | --------- |
| Détail des matches    | Détail des matches | Détail des matches | Durée :   |
| Dimitrij Ovtcharov    | 1-3                | Robert Gardos      |           |
| Vladimir Samsonov     | 1-3                | Gao Ning           |           |
| Alexey Smirnov        | 3-0                | Pär Gerell         |           |
| Dimitrij Ovtcharov    | 0-3                | Gao Ning           |           |

- La finale entre Chartres ASTT  et TTCG Orenbourg  est devenue la finale la plus serrée de toute l'Histoire des coupes européennes. En effet, le départage entre les deux équipes a nécessité le recours au point-average. TTCG Orenbourg  remporte la Ligue des champions avec seulement 4 points d'avance sur les 626 points de l'ensemble de la rencontre (315 à 311)[1],[2],[3]

## Compétition féminine

### Phase de poules
| Cl | Équipes             | Pts | J | V | D | Pp | Pc | Diff |
| -- | ------------------- | --- | - | - | - | -- | -- | ---- |
| 1  | Linz AG Froschberg  | 11  | 6 | 5 | 1 | 16 | 5  | +11  |
| 2  | TTC Berlin Eastside | 11  | 6 | 5 | 1 | 16 | 4  | +12  |
| 3  | SKST Mart Hodonin   | 8   | 6 | 2 | 4 | 7  | 13 | -6   |
| 4  | KTTC AFP Antwerpen  | 6   | 6 | 0 | 6 | 1  | 18 | -17  |

| Cl | Équipes             | Pts | J | V | D | Pp | Pc | Diff |
| -- | ------------------- | --- | - | - | - | -- | -- | ---- |
| 1  | SVS Strock          | 8   | 4 | 4 | 0 | 12 | 6  | +6   |
| 2  | Budaorsi SC         | 6   | 4 | 2 | 2 | 9  | 6  | +3   |
| 3  | STK Dr. Casl Zagreb | 4   | 4 | 0 | 4 | 3  | 12 | -9   |

### Phase finale
- Pour la première fois de l'histoire, on retrouve les mêmes équipes dans le dernier carré. il s'agit également des mêmes affiches que l'année dernière.

|  | Demi-finales        | Demi-finales |                    |       | Finale           | Finale |
|  | Demi-finales        | Demi-finales |                    |       | Finale           | Finale |
|  |                     |              |                    |       |                  |        |
|  |                     |              |                    |       | Aller à Budaorsi |        |
|  |                     |              |                    |       |                  |        |
|  | Linz AG Froschberg  | 3 ; 3        |                    |       |                  |        |
|  | Linz AG Froschberg  | 3 ; 3        |                    |       |                  |        |
|  | SVS Strock          | 0 ; 2        |                    |       |                  |        |
|  | SVS Strock          | 0 ; 2        | Linz AG Froschberg | 3 ; 3 |                  |        |
|  |                     |              | Linz AG Froschberg | 3 ; 3 |                  |        |
|  |                     | Budaorsi SC  | 1 ; 2              |       |                  |        |
|  | Budaorsi SC         | Budaorsi SC  | 1 ; 2              | 3 ; 3 |                  |        |
|  | Budaorsi SC         |              |                    | 3 ; 3 |                  |        |
|  | TTC Berlin Eastside | 0 ; 2        |                    |       |                  |        |
|  | TTC Berlin Eastside | 0 ; 2        |                    |       |                  |        |